# Prince violent
Pour plus de détails, voir Fiche technique et Distribution.
Prince violent est un cartoon Merrie Melodies réalisé par Friz Freleng et Hawley Pratt en 1961, mettant en scène Sam le Pirate et Bugs Bunny.

## Synopsis
Dans une contrée lointaine, Sam, le terrible vikings, commence à envahir le territoire. Bugs le défie en l'évacuant du château. Le lapin dessine une fausse porte sur laquelle Sam s'écrase avec son éléphant. Ce dernier projette maladroitement une pierre sur Sam après que Bugs lui ait mis du poivre dans la trompe. Le viking tente de s'emparer du château lorsque le pont-levis est abaissé, mais le poids de l'éléphant les fait chuter. Après avoir chassé son éléphant, Sam tente de creuser un tunnel sous la tour, mais se fait écraser par cette dernière. Sam finit par faire exploser le pont-levis et se fait pourchasser par son éléphant malmené, qui a sympathisé avec Bugs.

## Distribution

### Voix originales
- Mel Blanc : Bugs Bunny / Sam le Pirate

### Voix françaises

#### 1erdoublage
- Guy Piérauld : Bugs Bunny
- Claude Joseph : Sam le Pirate

#### 2edoublage
- Gérard Surugue : Bugs Bunny
- Patrick Préjean : Sam le Pirate